# جون سمايلي
جون سمايلي (بالإنجليزية: John Smillie)‏ هو لاعب كرة قدم أمريكي، ولد في 16 مايو 1954 في غلاسكو في المملكة المتحدة. لعب مع سان خوزيه إيرث كويكس.